# Salvatore Pappalardo (cardinale)
(Salvatore Pappalardo al funerale del Generale Dalla Chiesa)
Salvatore Pappalardo (Villafranca Sicula, 23 settembre 1918 – Palermo, 10 dicembre 2006) è stato un cardinale e arcivescovo cattolico italiano.

## Biografia
Nacque a Villafranca Sicula, in provincia e diocesi di Agrigento, il 23 settembre 1918, da Alfio, maresciallo e comandante della locale stazione dei carabinieri, e da Gaetana Coco, casalinga originari di Zafferana Etnea in provincia di Catania.

### Formazione e ministero sacerdotale
Dopo aver compiuto gli studi liceali al Liceo classico statale Nicola Spedalieri di Catania, fu ammesso al Pontificio Seminario Romano Maggiore dove frequentò i corsi di studio in Teologia e successivamente la Pontificia accademia ecclesiastica a Roma, conseguendo la laurea in utroque iure.
Il 12 aprile 1941 fu ordinato presbitero per l'arcidiocesi di Catania, nella basilica di San Giovanni in Laterano, dall'arcivescovo Luigi Traglia, vicegerente della diocesi di Roma.
Prestò in seguito servizio presso la Segreteria di Stato della Santa Sede svolgendo nel contempo l'attività di cappellano dell'Istituto De Merode dei Fratelli delle scuole cristiane a piazza di Spagna.

### Ministero episcopale e cardinalato
Il 7 dicembre 1965 papa Paolo VI lo nominò pro-nunzio apostolico in Indonesia e arcivescovo titolare di Mileto. Il 16 gennaio 1966 ricevette l'ordinazione episcopale, nella cappella del Pontificio Seminario Romano Maggiore, dal cardinale Amleto Giovanni Cicognani, segretario di Stato della Santa Sede, co-consacranti l'arcivescovo di Catania Guido Luigi Bentivoglio e l'arcivescovo Antonio Samorè, segretario della Congregazione per gli affari ecclesiastici straordinari.
Il 7 maggio 1969 divenne presidente della Pontificia accademia ecclesiastica, succedendo così nell'incarico a Gino Paro, nominato delegato apostolico in Australia e Papua Nuova Guinea.

#### Arcivescovo di Palermo
Il 17 ottobre 1970 fu nominato arcivescovo metropolita di Palermo da papa Paolo VI; succedette al dimissionario cardinale Francesco Carpino. Il 6 dicembre seguente prese possesso dell'arcidiocesi.
Nel concistoro del 5 marzo 1973 papa Paolo VI lo creò cardinale presbitero di Santa Maria Odigitria dei Siciliani. Al momento della sua creazione cardinalizia e fino alla nomina del cardinale Giovanni Benelli fu il porporato italiano più giovane.
Fu presidente della Conferenza episcopale siciliana e, dal 21 maggio 1981 al 12 maggio 1992, vicepresidente della Conferenza Episcopale Italiana.
Nel 1971 venne investito dal cardinale Eugène Tisserant, gran maestro dell'Ordine equestre del Santo Sepolcro di Gerusalemme, del titolo di cavaliere di gran croce e nominato gran priore della luogotenenza per l'Italia Sicilia (locumtenentia pro Italia Sicilia) del medesimo ordine cavalleresco; mantenne l'incarico fino alla morte.
Partecipò ai due conclavi del 1978 per l'elezione di papa Giovanni Paolo I e per l'elezione di papa Giovanni Paolo II.
Importante nella storia della Chiesa siciliana fu il suo impegno contro Cosa nostra: primo alto ministro della Chiesa a riconoscere esplicitamente l'esistenza della criminalità organizzata, fecero scalpore alcune frasi pronunciate il 4 settembre 1982, durante l'omelia per il funerale del generale Carlo Alberto dalla Chiesa, in particolare la frase riportata da Tito Livio «dum Romae consulitur, Saguntum expugnatur» («mentre a Roma si discute, Sagunto viene espugnata»), considerata un duro atto d'accusa contro lo Stato nella stagione degli omicidi eccellenti. Il 25 maggio 1992 celebrò i funerali solenni, nella chiesa di San Domenico a Palermo, di Giovanni Falcone, di sua moglie Francesca Morvillo e dei tre agenti della scorta.
Secondo alcune indiscrezioni il presidente della Repubblica Italiana Sandro Pertini avrebbe anche chiesto un parere al presidente del Senato Francesco Cossiga, docente di diritto costituzionale, riguardo alla possibilità di nominare Pappalardo senatore a vita. Queste consultazioni furono tuttavia interrotte dal veto della Segreteria di Stato della Santa Sede, a seguito del quale Pertini optò per la concessione della più alta onorificenza civile della Repubblica Italiana, ovvero il titolo di Cavaliere di gran croce OMRI per meriti contro la criminalità organizzata.
Il 4 aprile 1996 papa Giovanni Paolo II accolse la sua rinuncia, presentata per raggiunti limiti di età, al governo pastorale dell'arcidiocesi di Palermo; gli succedette l'arcivescovo Salvatore De Giorgi, fino ad allora assistente ecclesiastico generale dell'Azione Cattolica Italiana. Da arcivescovo emerito si ritirò nella borgata palermitana di Baida.

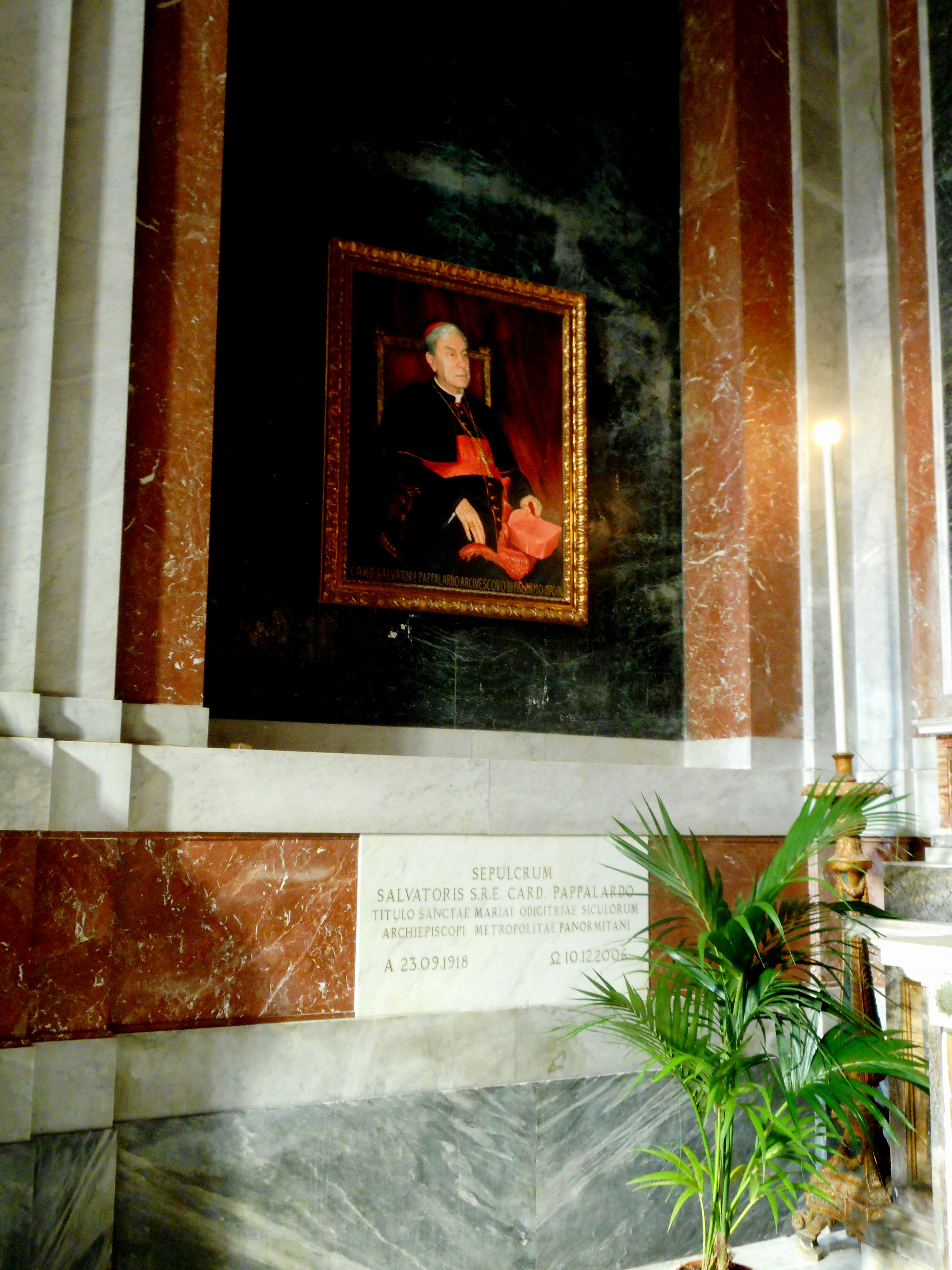
La tomba del cardinale Pappalardo nella cattedrale di Palermo.

Morì a Palermo, all'età di 88 anni, il 10 dicembre 2006. I funerali si svolsero nella basilica cattedrale di Palermo, presieduti dal delegato di papa Benedetto XVI, cardinale Angelo Sodano; alla solenne liturgia prese parte fra gli altri l'arcivescovo Paolo Romeo (che succederà sulla cattedra palermitana nove giorni dopo), nunzio apostolico in Italia, mentre l'omelia fu tenuta dall'arcivescovo di Palermo Salvatore De Giorgi. Il suo corpo è stato tumulato nella cappella di Santa Cristina della stessa cattedrale, come egli stesso aveva chiesto poco prima di morire.

## Genealogia episcopale e successione apostolica
La genealogia episcopale è:
- Cardinale Scipione Rebiba
- Cardinale Giulio Antonio Santori
- Cardinale Girolamo Bernerio, O.P.
- Arcivescovo Galeazzo Sanvitale
- Cardinale Ludovico Ludovisi
- Cardinale Luigi Caetani
- Cardinale Ulderico Carpegna
- Cardinale Paluzzo Paluzzi Altieri degli Albertoni
- Papa Benedetto XIII
- Papa Benedetto XIV
- Papa Clemente XIII
- Cardinale Marcantonio Colonna
- Cardinale Giacinto Sigismondo Gerdil, B.
- Cardinale Giulio Maria della Somaglia
- Cardinale Carlo Odescalchi, S.I.
- Cardinale Costantino Patrizi Naro
- Cardinale Lucido Maria Parocchi
- Papa Pio X
- Cardinale Gaetano De Lai
- Cardinale Raffaele Carlo Rossi, O.C.D.
- Cardinale Amleto Giovanni Cicognani
- Cardinale Salvatore Pappalardo

La successione apostolica è:
- Vescovo Theodorus Hubertus Moors, M.S.C. (1967)
- Arcivescovo Donatus Djagom, S.V.D. (1969)
- Arcivescovo Salvatore Cassisa (1974)
- Vescovo Alfredo Maria Garsia (1974)
- Vescovo Angelo Rizzo (1974)
- Vescovo Angelo Cella, M.S.C. (1975)
- Arcivescovo Giuseppe Costanzo (1976)
- Arcivescovo Vittorio Luigi Mondello (1978)
- Vescovo Antonio Riboldi, I.C. (1978)
- Arcivescovo Carmelo Ferraro (1978)
- Vescovo Giuseppe Malandrino (1980)
- Vescovo Vincenzo Cirrincione (1980)
- Arcivescovo Pio Vittorio Vigo (1981)
- Vescovo Domenico Amoroso, S.D.B. (1981)
- Vescovo Rosario Mazzola (1982)
- Vescovo Francesco Sgalambro (1986)
- Vescovo Francesco Miccichè (1989)
- Vescovo Ignazio Zambito (1989)
- Vescovo Vincenzo Manzella (1991)
- Arcivescovo Salvatore Gristina (1992)

## Onorificenze e riconoscimenti
- Nel 2018 la città di Catania ha modificato la titolazione della piazza Duca di Genova in «piazza Cardinale Pappalardo».[11]
- Nello stesso 2018 Zafferana Etnea gli ha intestato la piazza principale, già piazza Umberto.[12]